# دامر (فیلم)
دامر (انگلیسی: Dahmer) فیلمی در ژانر زندگینامه‌ای، جنایی و درام محصول سال ۲۰۰۲ به نویسندگی و کارگردانی دیوید جاکوبسون و نیز نویسندگی دیوید برک است. از بازیگران آن می‌توان به جرمی رنر و بروس دیویسن اشاره کرد. این فیلم روایتی از جنایات جفری دامر قاتل سریالی آمریکایی است.